# Neobisium lulense
Neobisium lulense är en spindeldjursart som beskrevs av Giulio Gardini 1982. Neobisium lulense ingår i släktet Neobisium och familjen helplåtklokrypare. Inga underarter finns listade i Catalogue of Life.